# Venus (음반)
《Venus》는 스웨덴 가수 자라 라슨의 네 번째 정규 앨범이다. 2024년 2월 9일, 서머 하우스와 에픽 레코드를 통해 발매되었다. 댄스 팝 앨범인 《Venus》는 사랑과 이별이라는 주제를 다루며, 라슨이 가족 및 친구들과의 관계를 되돌아보는 개인적인 이야기도 담고 있다. 라슨은 이 앨범을 "감정의 롤러코스터 그 자체"라고 묘사했다.
이 앨범은 네 장의 싱글 〈Can't Tame Her〉, 〈End of Time〉, 데이비드 게타와의 협업곡 〈On My Love〉, 〈You Love Who You Love〉로 선공개되었다.  〈Can't Tame Her〉는 발매 직후 유럽에서 에어플레이 히트를 기록했으며, 〈On My Love〉는 여러 국가에서 톱 20에 진입했다.
발매 당시 《Venus》는 대체로 긍정적인 평가를 받았다. 대부분의 평론가들은 경쾌한 트랙들과 라슨의 보컬 퍼포먼스를 호평했으나, 느린 템포의 곡들에 대해서는 엇갈린 반응을 보였다. 앨범 홍보를 위해 라슨은 Venus Tour에 나섰으며, 2024년 2월 16일 영국 맨체스터에서 시작해 같은 해 11월 7일 미국 뉴욕에서 마무리되었다. 이와 더불어 그녀는 2024년 세계 투어 중 미국 공연에서 카이고의 오프닝 무대를 맡기도 했다.

## 배경
2022년 12월 30일, 자라 라슨은 차기 앨범 작업이 당시 기준으로 약 70% 완료되었다고 발표했다. 이번 프로젝트를 위해 라슨은 자신이 원하는 사운드를 "정확히 집어내기" 위해 케이시 스미스, 릭 노웰스, 단자를 작곡가 및 프로듀서로 참여시켰다. 특히 노웰스는 새 앨범의 "기초"를 만드는 데 기여했으며, 그 덕분에 라슨은 "이것도 조금, 저것도 조금" 해볼 수 있었다고 밝혔다. 2023년 4월 오피셜 차트 컴퍼니와의 인터뷰에서 라슨은 팬들에게 "업템포에 재밌는 댄스곡"뿐 아니라 "감정적인 균형"도 기대해달라고 전했다. 그녀는 이번 프로젝트를 "감정이 롤러코스터처럼 휘몰아치는 여정"이라 묘사했다. 같은 해 5월에는 이 앨범을 "정말 재밌다"고 표현하며, 발라드부터 "댄서블한 트랙"까지 포함된 "좋은 음악이 모인 컬렉션"이라 요약했다.
라슨은 2023년 10월 26일 인스타그램을 통해 정식으로 앨범을 발표했다. 《Venus》는 라슨이 자신의 결과물에 대해 "이전보다 더 많은 주도권을 갖는" 모습을 보여준다. 보도자료에서는 이번 음반을 "여신에게 어울리는 팝 앨범"으로 설명했으며, 라슨이 "자신이 걸어온 길을 되돌아보며" 자신의 "의제를 스스로 정하는" 작품이라고 덧붙였다. 이 앨범에는 〈Can't Tame Her〉, 〈End of Time〉, 〈On My Love〉가 싱글로 포함되어 있다. 또한 앨범 발매에 맞춰 유럽 지역을 도는 헤드라인 투어 Venus Tour가 2024년 2월부터 7월까지 진행될 예정이다.

## 싱글
〈Can't Tame Her〉는 《Venus》의 리드 싱글로 2023년 1월 26일에 뮤직비디오와 함께 발매되었다. 이 곡은 스웨덴에서 톱 5, 노르웨이에서 톱 10에 진입했으며, 다른 네 개 지역의 에어플레이 차트에서도 톱 10에 들었다. 두 번째 싱글인 〈End of Time〉은 2023년 5월 19일에 발매되었으며, 다음 날 뮤직비디오가 공개되었다.
〈On My Love〉는 2023년 9월 15일에 세 번째 싱글로 발매되었다. 데이비드 게타와의 두 번째 협업 곡으로, 이 곡은 스웨덴에서 톱 3에 들었고, 2019년 〈Ruin My Life〉가 9위를 기록한 이후 처음으로 자라 라슨이 영국에서 톱 20에 진입한 곡이 되었다. 〈You Love Who You Love〉는 2024년 1월 19일에 네 번째 싱글로 발매되었다.

## 표지
디지털 및 스트리밍 버전 커버 아트는 산드로 보티첼리의 그림 《비너스의 탄생》을 재현한 것으로, 긴 금발머리에 부분적으로 누드 상태인 자라 라슨이 ‘H’ 문신을 새겨 그녀의 여동생 한나를 기념하며 분홍빛 크롬 조개껍데기를 들고 있는 모습을 담고 있다. 2023년 2월에 촬영한 이전 앨범 제목과 커버 아트가 계획되었으나, 라슨은 결과물에 만족하지 못해 음반사에 알리지 않고 직접 비용을 지불해 새로운 메인 아트워크를 제작했다. 일부 지역, 특히 중동과 같은 곳에서는 검열 문제로 인해 다른 버전의 아트워크가 사용될 것으로 예상하고 있다.

## 비평적 평가
| 총 점수       | 총 점수 |
| 출처          | 점수    |
| ------------- | ------- |
| 메타크리틱    | 72/100  |
| 평가 점수     |         |
| 출처          | 점수    |
| 올뮤직        | [ 20 ]  |
| 《클래시》    | 9/10    |
| 《DIY》       | [ 22 ]  |
| 《가디언》    | [ 23 ]  |
| 《더 스키니》 | [ 24 ]  |

리뷰 종합 사이트 메타크리틱에 따르면, 《Venus》는 7개의 평론 점수를 바탕으로 가중 평균 100점 만점에 72점을 받으며 “대체로 호의적인 평가”를 얻었다.
올뮤직의 닐 영은 이 앨범을 “대담하면서도 재미있고”, “매우 개인적”이라고 평하며, 라슨이 “더 반짝이는 댄스 팝”과 “네온 신스 광택”을 포함하는 음악적 범위를 넓혔다고 설명했다. 그는 《Venus》가 라슨의 사운드를 발전시켰다고 호평했다. 《클래시》의 루크 윈스탠리는 《Venus》가 “정말 재미있고”, “충성 팬들을 만족시킬 만한 유럽 팝 히트곡들로 가득하다”고 했으나, 앨범의 “불행히도 자주 찾아오는 부진한 순간들”에 대해 라슨이 “상업성에 굴복했다”고 비판했다. 그는 이 앨범이 황홀한 댄스 팝 송, 부드러운 발라드, 그리고 세련된 스칸디팝을 혼합해 더 위켄드의 복고풍 스타일과 비교할 만하다고 지적했다.
《DIY》의 오티스 로빈슨은 《Venus》를 “결정체 같고”, “엄청 재미있으며”, “풍부한 기량 과시”라고 평가했다. 다만, 그는 이 앨범이 “댄스부터 알앤비, 발라드에 이르기까지 장르가 약간 과도하게 혼합되어 있다”고 지적했다. 때때로 “공장형 팝”으로 기울기도 하지만, “화려하게 완성되었으며”, 라슨이 “캠피하고 과장된 달콤함”과 “완벽한 팝 프린세스의 매력”으로 스칸디팝 뿌리를 잘 살렸다고 강조했다. 《가디언》의 마이클 크래그는 앨범의 경쾌한 곡들을 높이 평가했으나, 진지하고 느린 곡들에 대해서는 비판하며 라슨이 그런 감정을 “큰 무대를 채우는 곡들”에 더 잘 살렸어야 한다고 평했다. 《더 스키니》의 루시 피츠제럴드는 《Venus》가 “시대에 뒤떨어졌으며, 과잉 제작된 2010년대 중후반 팝의 복제품을 다루고 있다”고 비판했다. 또한 라슨의 재능이 EDM, 유로팝, 발라드 사이에서 영감 없고 일관성 없는 전환 때문에 충분히 발휘되지 못했다고 지적했다.

## 곡 목록
| #            | 제목                                | 작사                                                      | 작곡                                                        | 프로듀서                                                                                       | 재생 시간 |
| ------------ | ----------------------------------- | --------------------------------------------------------- | ----------------------------------------------------------- | ---------------------------------------------------------------------------------------------- | --------- |
| 1.           | 〈Can't Tame Her〉                  | Zara Larsson Uzoechi Emenike                              | Karl Ivert Kian Sang                                        | MTHR Danja [c]                                                                                 | 3:17      |
| 2.           | 〈More Than This Was〉              | Larsson Jacob Kasher Amanda Ibanez                        | Svante Halldin Jakob Hazell                                 | Jack & Coke Danja                                                                              | 3:13      |
| 3.           | 〈On My Love〉 (with 데이비드 게타) | Larsson Jerome Castillo Dewain Whitmore Jr. Patrick Smith | Pierre Guetta Giorgio Tuinfort Andre Davidson Sean Davidson | David Guetta Tuinfort Cesqeaux [c]                                                             | 3:42      |
| 4.           | 〈Ammunition〉                      | Larsson Brittany Hazzard Casey Smith                      | Smith Rick Nowels                                           | Danja Manny Marroquin Austin Corona Nowels [p] Anastasia Boissier [a] John Christopher Fee [v] | 3:42      |
| 5.           | 〈None of These Guys〉              | Larsson Elin Bergman                                      | Sang Ivert Carl Tarland                                     | MTHR Danja [c]                                                                                 | 2:42      |
| 6.           | 〈You Love Who You Love〉           | Larsson Emenike                                           | Ivert Sang                                                  | MTHR                                                                                           | 3:05      |
| 7.           | 〈End of Time〉                     | Smith                                                     | Nowels Smith                                                | Nowels Danja Corona Boissier [a]                                                               | 3:29      |
| 8.           | 〈Nothing〉                         | Larsson Marcus Sepehrmanesh                               | Erik Hassle Guffe Jonsson                                   | Dave Hamelin Rob Kinelski Johan Lenox [c]                                                      | 2:47      |
| 9.           | 〈Escape〉                          | Larsson Smith                                             | Smith Nowels                                                | Nowels [p] Danja Corona Boissier [a] Fee [v] Smith [v]                                         | 3:14      |
| 10.          | 〈Soundtrack〉                      | Larsson Smith                                             | Smith Nowels                                                | Nowels [p] Danja Corona Boissier [a] Fee [v] Smith [v]                                         | 3:23      |
| 11.          | 〈Venus〉                           | Hannah Berney                                             | Nowels Berney                                               | Nowels [p] Corona Fee [p] Marroquin Boissier [a]                                               | 3:27      |
| 12.          | 〈The Healing〉                     | Berney                                                    | Nowels Berney                                               | Nowels [p] Boissier [a] Fee [v]                                                                | 3:10      |
| 총 재생 시간 | 총 재생 시간                        | 총 재생 시간                                              | 총 재생 시간                                                | 총 재생 시간                                                                                   | 39:10     |

### 참조
- ^[p] 는 주요 및 보컬 프로듀서를 의미한다.
- ^[c] 는 공동 프로듀서를 의미한다.
- ^[a] 는 추가 프로듀서를 의미한다.
- ^[v] 는 보컬 프로듀서를 의미한다.

## 참여 인원

### 뮤지션
- 자라 라슨 – 리드 보컬(전 트랙), 백그라운드 보컬(1, 2, 4–11번 트랙), 보컬 편곡(7번 트랙)
- MTHR – 드럼, 키보드, 신시사이저(1, 5, 6번 트랙), 프로그래밍(1, 5번 트랙), 편곡 및 기타(1번 트랙), 베이스(5, 6번 트랙)
- 단자 – 드럼(1, 2, 4–7번 트랙), 신시사이저(1, 5, 6번 트랙), 프로그래밍(1, 9번 트랙), 베이스(2, 4, 7, 9번 트랙), 키보드(2번 트랙), 퍼커션(2번 트랙)
- 아만다 이바네즈 – 백그라운드 보컬(2번 트랙)
- 제이콥 해젤 – 베이스, 드럼, 키보드, 퍼커션(2번 트랙)
- 스반테 할딘 – 베이스, 드럼, 키보드, 퍼커션(2번 트랙)
- 피에르-뤽 리우 – 기타(3번 트랙)
- 티모페이 레즈니코프 – 프로그래밍(3번 트랙)
- 릭 노웰스 – 어쿠스틱 기타, 피아노(4, 9번 트랙), 키보드(7, 10, 11번 트랙), 스트링(7번 트랙), 베이스(9, 10, 12번 트랙), 멜로트론(11번 트랙)
- 스타라 – 백그라운드 보컬(4번 트랙)
- 존 크리스토퍼 피 – 퍼커션(4, 9, 10, 12번 트랙), 드럼 머신(4번 트랙), 드럼(7, 9, 11번 트랙), 신시사이저(10번 트랙), 키보드 및 프로그래밍(11번 트랙)
- 오스틴 코로나 – 키보드(4, 7, 9, 11번 트랙), 드럼(7, 9, 11번 트랙), 베이스(7, 11번 트랙), 기타(7, 9번 트랙), 프로그래밍(10번 트랙)
- 패트릭 워렌 – 키보드, 신시사이저(4, 10번 트랙), 스트링(7, 10, 11번 트랙), 멜로트론(10번 트랙)
- 잭 레이 – 테레민(4, 11번 트랙), 키보드(7, 9, 11번 트랙), 신시사이저(9, 11번 트랙), 스트링(9, 12번 트랙), 피아노(10, 12번 트랙)
- 케이시 스미스 – 백그라운드 보컬(7, 9번 트랙), 보컬 편곡(7번 트랙)
- 데이비드 레비타 – 기타(7, 9, 11번 트랙)
- 조한 레녹스 – 피아노, 스트링(8번 트랙)
- 데이브 해밀린 – 프로그래밍, 신시사이저(8번 트랙)
- 아이제아 게이지 – 첼로(8번 트랙)
- 마르타 호너 – 비올라(8번 트랙)
- 비앙카 맥클루어 – 바이올린(8번 트랙)
- 닉 케너리 – 바이올린(8번 트랙)
- 야스민 알-마지디 – 바이올린(8번 트랙)
- 에반 서튼 – 키보드(9번 트랙)
- 바이올렛 스카이스 – 백그라운드 보컬(11번 트랙)
- 딘 리드 – 베이스(11번 트랙)
- 와이어트 버나드 – 키보드(11번 트랙)

### 기술진
- 데이브 커치 – 마스터링(1, 2, 4–11번 트랙)
- 피에르-뤽 리우 – 마스터링(3번 트랙)
- 롭 키넬스키 – 믹싱(1, 7, 8번 트랙)
- 케빈 "KD" 데이비스 – 믹싱(2, 5, 6번 트랙)
- 페페 폴리에로 – 믹싱(3번 트랙)
- 티모페이 레즈니코프 – 믹싱(3번 트랙)
- 매니 마로퀸 – 믹싱(4, 11번 트랙)
- 딘 리드 – 믹싱(9, 10, 12번 트랙)
- 존 크리스토퍼 피 – 엔지니어링(4, 7, 9–12번 트랙)
- 에반 서튼 – 엔지니어링(4, 9–11번 트랙)
- 크리스 록웰 – 엔지니어링(4번 트랙)
- MTHR – 엔지니어링(5번 트랙)
- 키런 멘지스 – 엔지니어링(7번 트랙)
- 마르첼라 아라이카 – 엔지니어링(7번 트랙)
- 디퍼런트 슬립 – 보컬 엔지니어링(3번 트랙)
- 엘리 하이슬러 – 엔지니어링 보조(7번 트랙)

## 차트
| 차트 (2024)                          | 최고 순위 |
| ------------------------------------ | --------- |
| 오스트리아 앨범 (Ö3 오스트리아)      | 63        |
| 벨기에 앨범 (울트라탑 플랑드르)      | 42        |
| 벨기에 앨범 (울트라탑 왈로니아)      | 136       |
| 네덜란드 앨범 (메하하르츠)           | 73        |
| 핀란드 앨범 (수오멘 비랄리넨 리스타) | 17        |
| 프랑스 앨범 (SNEP)                   | 85        |
| 독일 앨범 (Offizielle 탑 100)        | 71        |
| 아이슬란드 앨범 (톤리스틴)           | 37        |
| 노르웨이 앨범 (VG-리스타)            | 4         |
| 폴란드 앨범 (ZPAV)                   | 98        |
| 포르투갈 앨범 (AFP)                  | 118       |
| 스코틀랜드 앨범 (OCC)                | 8         |
| 스페인 앨범 (PROMUSICAE)             | 76        |
| 스웨덴 앨범 (스베리예토프리스탄)     | 3         |
| 스위스 앨범 (슈바이처 히트파라데)    | 31        |
| 영국 음반 (OCC)                      | 15        |

| 차트 (2024)                      | 순웨 |
| -------------------------------- | ---- |
| 스웨덴 앨범 (스베리예토프리스탄) | 23   |

## 인증
| 국가                               | 인증 | 판매량/출하량 |
| ---------------------------------- | ---- | ------------- |
| 스웨덴 (GLF)                       | 골드 | 15,000        |
| 판매량+스트리밍을 기반으로 한 인증 |      |               |

## 발매 역사
| 지역 | 날짜           | 포맷                     | 레이블           | 각주          |
| ---- | -------------- | ------------------------ | ---------------- | ------------- |
| 다양 | 2024년 2월 9일 | CD LP                    | 서머 하우스 에픽 | [ 43 ] [ 44 ] |
| 다양 | 2024년 2월 9일 | 디지털 다운로드 스트리밍 | 서머 하우스 에픽 | [ 45 ]        |